# Gospatric
Gospatric o Cospatric (del cúbrico "Servidor de San Patricio"), (fallecido después de 1073), fue conde de Northumbria, o de Bernicia, y después señor de grandes propiedades alrededor de Dunbar. Mientras su ascendencia paterna es incierta, sus descendientes ostentaron el condado de Dunbar, luego conocido como el condado de la Marca, en el sureste de este hasta 1435.

## Contexto
Gospatric era bisnieto de Æthelredo II por su madre, Ealdgyth, y su abuela materna, Ælfgifu, casada con Uhtred el Audaz.

### Discusiones sobre su linaje paterno
Se suele considerar que era hijo de Maldred, hijo de Crínán de Dunkeld. Se ha sugerido que Maldred podría no ser hijo de la esposa conocida de Crínán Bethóc, hija del rey escocés Malcolm II, ya que los descendientes de Gospatric no hicieron reclamación alguna al respecto durante la Gran Causa para determinar la sucesión al trono de Escocia tras la muerte de Alejandro III en 1286.
Alternativamente, más que descender de un medio-hermano de Duncan I (Donnchad mac Crínáin), Gospatric pudo haber sido el hijo más joven del conde Uhtred el Audaz (muerto en 1016). Otra reconstrucción haría a Gospatric nieto de la primera esposa descartada de Uhtred, Ecgfritha, hija de Aldhun, Obispo de Durham, a través de Sigrida, su hija con Kilvert hijo de Ligulf. Cualquiera que fuera su parentela, Gospatric era claramente una figura importante en Northumbria y Cumbria, con lazos con la familia del conde Uchtred.
La Vida de Edward el Confesor, encargada por la Reina Edith, contiene un relato del peregrinaje a Roma de Tostig Godwinson, conde de Northumbria. Cuenta cómo una banda de ladrones atacó a Tostig en Italia, intentando secuestrar al Conde. Un tal Gospatric "fue creído debido al lujo de su ropa y su aspecto físico, que era de hecho distinguida" que era el conde Tostig, y consiguió engañar a los secuestradores hasta que el auténtico conde estaba seguro y fuera de escena. Si este era el mismo Gospatric, o un pariente del mismo nombre, no se ha aclarado, pero se sugiere que su presencia en la partida de Tostig era como rehén y como huésped.

## Masacre del norte
Tras su victoria sobre Harold Godwinson en Hastings, Guillermo de Normandía nombró a un tal Copsi o Copsig, seguidor del difunto conde Tostig, que se exilió con su amo en 1065, como conde de Bernicia en la primavera de 1067. Copsi murió al cabo de cinco semanas, asesinado por Oswulf, nieto de Uchtred, que se instaló como conde. Oswulf fue asesinado en el otoño por bandidos tras menos de seis meses en el cargo. Al llegar a este punto, Gospatric, que tenía una reclamación verosímil al condado por su parentesco con Oswulf y Uchtred, ofreció al rey una gran cantidad de dinero para ser nombrado conde de Bernicia. El Rey, que estaba en el proceso de implantar impuestos severos, aceptó.
A comienzos de 1068, una serie de revueltas en Inglaterra, junto con una invasión extranjera, enfrentaron a Guillermo con una seria amenaza. Gospatric aparece como uno de los dirigentes de la revuelta, junto con Edgar Ætheling y Edwin, Conde de Mercia y su hermano Morcar. Esta revuelta pronto fracasó, y Guillermo procedió a desposeer a muchos de los terratenientes norteños de sus tierras y entregárselas a los normandos recién llegados. Para Gospatric, esto significó la pérdida de su condado frente a Robert Comine y su exilio en Escocia. La autoridad de Guillermo, aparte de problemas locales menores como Hereward el Proscrito y Eadric el Salvaje, parecía extenderse a través de Inglaterra.
Gospatric se unió al ejército invasor de danos, escotos, e ingleses de Edgar Aetheling al año siguiente. Aunque el ejército fue derrotado, Gospatric fue capaz, desde su posesión de Bamburgh, de llegar a un acuerdo con el Conquistador, que le dejó tranquilo hasta 1072. La amplia destrucción en Northumbria conocida como la Masacre del norte tuvo lugar en este periodo.

## Exilio
En 1072 Guillermo el Conquistador despojó a Gospatric de su condado de Northumbria, y lo reemplazó con Waltheof, conde de Northampton e hijo de Siward.
Gospatric huyó a Escocia y no mucho tiempo después a Flandes. A su regreso a Escocia recibió un castillo en "Dunbar y los terrenos adyacentes a él" y en el Merse por el rey Malcolm Canmore. Este condado sin nombre en el territorio de Bernicia controlado por los escoceses se convertiría más tarde en el condado de Dunbar.

Gospatric no sobrevivió mucho tiempo en exilio según la crónica de Roger de Hoveden:
[N]o mucho tiempo después de esto, siendo reducida a la pobreza extrema, envió a buscar a Aldwin y Turgot, los monjes, que en este tiempo vivían en Melrose, en pobreza y contrición de espíritu por el bien de Cristo, y acabó su vida con una confesión llena de sus pecados, y grandes lamentaciones y penitencia, en Ubbanford, que cual es también llamó Northam, y estuvo enterrado en el porche de la iglesia allí.
Fue padre de tres hijos, y al menos una hija llamada Uchtreda, que se casó con Duncan II de Escocia, hijo del rey Malcolm III.
- Gospatric que murió en la batalla del Estandarte en 1138.
- Dolfin, que parece para haber recibido de Malcolm el gobierno de Carlisle. Dolfin También ha sido identificado con Dolfin de Bradeley se cree que fue progenitor de las familias Bradley, Staveley, De Hebden, y Thoresby.
- Waltheof, Señor de Allerdale y Abad de Crowland

## Ficción
- Bajo la ortografía alternativa de Cospatrick, aparece como carácter importante en la novela histórica de Nigel Tranter de 1979 Margarita la Reina.
- Gospatric es uno de los caracteres centrales de la novela Guerreros del Oro de Dragón de Ray Bryant. El autor emplea la versión de que es el hijo menor del Conde Uchtred, así que en la novela se lo llama Gospatric Uchtredsson.